# Apotriodonta hispanica
Apotriodonta hispanica är en skalbaggsart som beskrevs av Baraud 1962. Apotriodonta hispanica ingår i släktet Apotriodonta och familjen Melolonthidae. Inga underarter finns listade i Catalogue of Life.